# Walkeromyia plumipes
Walkeromyia plumipes är en tvåvingeart som först beskrevs av Philippi 1873.  Walkeromyia plumipes ingår i släktet Walkeromyia och familjen svävflugor. Inga underarter finns listade i Catalogue of Life.